# التمايل في النباتات

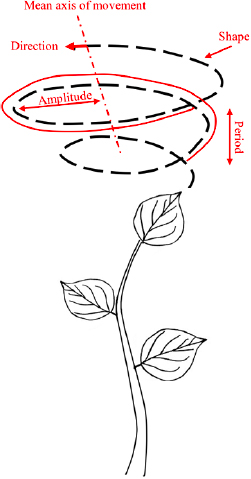

التمايل في النباتات، هو حركات الانحناء التي تقوم بها بعض أعضاء النبات مثل الجذوع والأوراق والجذور وما إلى ذلك، والتي يتمايل خلالها الجزء بشكل متكرر في اتجاهات عديدة. وتحدث حركات التمايل نتيجة النمو غير المتكافئ للجوانب المختلفة من العضو، وهو تباين في النمو، يُعرف حتى الآن (حوالي 1915) بأنه نتيجة لأسباب داخلية (غير معروفة) وليس نتيجة للمحفزات الخارجية. وغالبًا ما تُستخدم هذه الكلمة بمعنى شامل في العبارة الحركة التمايلية لتشمل جميع حركات النباتات التي تكون سببًا للنمو على النقيض من حركات التباين أو الحركات التي تتسبب بها تغييرات ضغط الامتلاء القابلة للعكس.
يحدث التمايل البسيط في الأعضاء المسطحة ذات الوجهين في النباتات مثل الأوراق المسطحة في مجموعة الأوراق الجذعية ومجموعة الأوراق الزهرية. وتحدث الحركات في جزء مسطح واحد، وفقًا للنمو غير المتكافئ للجوانب الأخرى. وفي المراحل الأولى من عمر النبات تكون سرعة نمو الأوراق الجذعية في أعلى مستوياتها في الجانب الخارجي (الظهري) للأوراق، وعلى إثر هذا تطبق الأوراق على المحور والأقواس فوق أعلى نقطة في النبات وتكون مع جاراتها برعم صغير. ثم يتزايد النمو بعد ذلك في الجانب الداخلي (البطني)، ثم يتفتح البرعم وتنبسط الأوراق للخارج. وتؤدي صورة مماثلة من عدم التكافؤ في النمو، ولكنها مركزة على منطقة محدودة، إلى طي الأوراق وانبساطها في البرعم. وقد أُطلق مصطلح التمايل الدوري أو التمايل المتعاقب على الحركات المشابهة التي تحدث في الأعضاء القطرية، مثل الجذوع، والأوراق الأنبوبية والجذور، وذلك لتمييزها عن التمايل البسيط الذي يحدث في الأعضاء المسطحة ذات الوجهين. وعندما يكون أي نبات في حالة النمو المزدهر، فإن محور النبات نادرًا ما ينمو طوله بشكل موحد في جميع الجوانب. ويقوم الجزء الذي يكون به النمو بأسرع معدل بدفع قمة النبات باتجاه الجانب الذي تكون به سرعة النمو أقل. وإذا تغيرت منطقة النمو الأكثر سرعة، فستميل قمة النبات، التي يتغير موقعها حول المحور، بشكل متكرر إلى جميع الاتجاهات وستؤدي بجانب نموها المتزامن باتجاه الأعلى إلى توضيح مسار نمو حلزوني، ولكن نظرًا لأن معدل النمو لا يكون موحدًا في فواصل النمو المتعاقبة فإن المسار الموضح سيكون غير منتظم جدًا.
يُطلق على الحركات التي تشبه الحركات الموضحة إلى حد ما مصطلح «التقدم» في أعضاء النبات بواسطة المحفز الخارجي. ومن ثم فإن النباتات الملتفة تُظهر تمايلاً حقيقيًا وتمايلاً ناتجًا عن الحساسية الانتحائية. وتتسبب تغيرات درجة الحرارة في تفتح الأزهار أو إغلاقها من خلال تحركات تعكس التمايل البسيط للأعضاء المسطحة ذات الوجهين. ومن ثم، فإن نبات الخزامى والزعفران والزهور الربيعية الأخرى حساسة جدًا لدرجة الحرارة. وقد يشعر نبات الزعفران بتغير قدره 0.5 درجة مئوية (0.9 درجة فهرنهايت) في درجة الحرارة، ويستجيب لتغير قدره 20 درجة مئوية (36 درجة فهرنهايت) في دقيقتين.

## وصلات خارجية
- "Nutation of sunflower seedling". مؤرشف من الأصل في 2019-05-29. اطلع عليه بتاريخ 2010-12-29.